# Babina Greda
Pour les articles homonymes, voir Babina.
Babina Greda est un village et une municipalité située en Slavonie, dans le Comitat de Vukovar-Syrmie, en Croatie. Au recensement de 2001, la municipalité comptait 4 262 habitants, dont 98,78 % de Croates,. La municipalité de Babina Greda compte une seule localité.